# نیکی مینارد
نیکی مینارد (انگلیسی: Nicky Maynard؛ زادهٔ ۱۱ دسامبر ۱۹۸۶) یک بازیکن فوتبال اهل بریتانیا است.